# Església dels Jesuïtes de Sibiu
Església dels Jesuïtes de Sibiu (en romanès: Biserica Iezuiților), o església de la Santíssima Trinitat (Biserica Sfânta Treime), és una Església catòlica romana situada al número 3 de la Plaça Gran de Sibiu (Romania). Immediatament adjacent al Palau Brukenthal, és un dels més notables del barroc esglésies de Transsilvània.
L'església està catalogada com a monument històric pel Ministeri de Cultura i Afers Religiosos de Romania.
Carmen Iohannis, l'esposa del president Klaus Iohannis, canta al cor d’aquesta església.